# Eccellenza Campania 1991-1992
L'Eccellenza Campania 1991-1992 è stata la prima edizione del campionato italiano di calcio di categoria. Gestita dal Comitato Regionale Campania della Lega Nazionale Dilettanti, la competizione rappresentava il sesto livello del calcio italiano e, in seguito al declassamento della Promozione, il primo livello regionale. Parteciparono complessivamente 32 squadre (nel corso della stagione ridotte a 31), divise in due gironi.
Il torneo ha visto la promozione alla categoria superiore di Gabbiano Napoli e Paganese, vincitrici dei rispettivi gironi.

## Stagione

### Novità
Istituito a partire da questa stagione, il campionato di Eccellenza Campania andò a sostituire come importanza quello di Promozione Campania-Molise, che venne declassato. La differenza fondamentale tra le due competizioni risiedeva nel numero di squadre partecipanti, che da 52 scese a 32. Inoltre, le compagini molisane non presero più parte al campionato campano. L'organico delle aventi diritto a partecipare era costituito in larga parte da squadre che avevano preso parte al campionato di Promozione precedente (dalla 2ª all'11ª, eccetto la 9ª, classificata del girone A; le prime 12 classificate del girone B; dalla 2ª all'11ª classificata del girone C), alle quali si aggiungeva la Nocerina, appena retrocessa dall'Interregionale. Il Sorrento, anch'esso retrocesso dall'Interregionale, ripartì invece dalla Promozione.

### Formula
Il campionato era diviso in due gironi da 16 squadre ciascuno. La composizione dei gironi fu stilata secondo criteri geografici: il girone A era costituito da squadre delle 5 province campane, mentre il girone B era composto da squadre della provincia di Salerno e dalle rimanenti compagini del di napoletano e dell'irpinia.
Le squadre si affrontarono in gare di andata e ritorno, per un totale di 30 incontri per squadra (tuttavia, nel girone A ogni squadra disputò ufficialmente solo 28 incontri a causa dell'esclusione dal campionato della Frattese). Erano assegnati due punti per la vittoria, uno per il pareggio e zero per la sconfitta. Al termine della stagione furono promosse nel Campionato Nazionale Dilettanti le vincitrici dei due gironi, mentre retrocedettero in Promozione le ultime tre classificate di ciascun girone.

## Girone A

### Squadre partecipanti
| Club                    | Città                         | Stagione 1990-1991                  |
| ----------------------- | ----------------------------- | ----------------------------------- |
| U.S. Ariano Valle Ufita | Ariano Irpino (AV)            | 11° in Promozione Campania-Molise/A |
| Barilla Sud             | San Nicola la Strada (CE)     | 6° in Promozione Campania-Molise/A  |
| C.S. Boscotrecase       | Boscotrecase (NA)             | 9° in Promozione Campania-Molise/B  |
| Boys Caivanese          | Caivano (NA)                  | 5° in Promozione Campania-Molise/A  |
| Casoria                 | Casoria (NA)                  | 1° in Promozione Campania-Molise/B  |
| Comprensorio Frattese   | Frattamaggiore (NA)           | 7° in Promozione Campania-Molise/A  |
| A.C. Forio d'Ischia     | Forio (NA)                    | 8° in Promozione Campania-Molise/B  |
| Frattese                | Frattamaggiore (NA)           | 8° in Promozione Campania-Molise/A  |
| Pol. Il Gabbiano        | Napoli                        | 6° in Promozione Campania-Molise/B  |
| Gladiator               | Santa Maria Capua Vetere (CE) | 3° in Promozione Campania-Molise/A  |
| S.S.C. Mondragonese     | Mondragone (CE)               | 4° in Promozione Campania-Molise/A  |
| A.G.C. Piedimonte       | Piedimonte Matese (CE)        | 10° in Promozione Campania-Molise/A |
| Pomigliano              | Pomigliano d'Arco (NA)        | 2° in Promozione Campania-Molise/B  |
| A.C. San Pietro         | Napoli                        | 7° in Promozione Campania-Molise/B  |
| U.P. Sibilla Bacoli     | Bacoli (NA)                   | 12° in Promozione Campania-Molise/B |
| S.S. Torrecuso Riviera  | Torrecuso (BN)                | 2° in Promozione Campania-Molise/A  |

### Classifica finale
|          | Pos. | Squadra               | Pt | G  | V  | N  | P  | GF | GS | DR  |
| -------- | ---- | --------------------- | -- | -- | -- | -- | -- | -- | -- | --- |
| Promossa | 1.   | Gabbiano Napoli       | 44 | 28 | 18 | 8  | 2  | 55 | 15 | +40 |
|          | 2.   | Pomigliano            | 39 | 28 | 16 | 8  | 4  | 53 | 23 | +30 |
|          | 3.   | Torrecuso Riviera     | 38 | 28 | 15 | 8  | 5  | 34 | 20 | +14 |
|          | 4.   | Barilla Sud           | 36 | 28 | 14 | 8  | 6  | 39 | 23 | +16 |
|          | 5.   | Comprensorio Frattese | 35 | 28 | 11 | 13 | 4  | 35 | 27 | +8  |
|          | 6.   | Boys Caivanese        | 29 | 28 | 11 | 7  | 10 | 37 | 37 | 0   |
|          | 7.   | San Pietro            | 28 | 28 | 8  | 12 | 8  | 24 | 24 | 0   |
|          | 8.   | Sibilla Bacoli        | 27 | 28 | 10 | 7  | 11 | 31 | 38 | -7  |
|          | 9.   | Gladiator             | 26 | 28 | 7  | 12 | 9  | 24 | 27 | -3  |
|          | 10.  | Ariano Valle Ufita    | 25 | 28 | 9  | 7  | 12 | 29 | 36 | -7  |
|          | 11.  | Casoria               | 25 | 28 | 7  | 11 | 10 | 19 | 29 | -10 |
|          | 12.  | Boscotrecase          | 24 | 28 | 9  | 6  | 13 | 35 | 31 | +4  |
|          | 13.  | Mondragonese          | 23 | 28 | 5  | 13 | 10 | 27 | 27 | 0   |
|          | 14.  | Piedimonte            | 12 | 28 | 2  | 8  | 18 | 16 | 52 | -36 |
|          | 15.  | Forio                 | 3  | 28 | 1  | 6  | 21 | 11 | 60 | -49 |
|          | ---  | Frattese              | -  | -  | -  | -  | -  | -  | -  | -   |

Legenda:

      Promossa nel Campionato Nazionale Dilettanti 1992-1993.

      Retrocesse in Promozione 1992-1993.

Note:

Due punti a vittoria, uno a pareggio, zero a sconfitta.
- Forio penalizzato di 5 punti.
- Pomigliano penalizzato di 3 punti.

### Verdetti finali
- Gabbiano Napoli promosso nel Campionato Nazionale Dilettanti.
- Mondragonese, Piedimonte e Forio retrocesse in Promozione.
- Frattese esclusa dal campionato.

## Girone B

### Squadre partecipanti
| Club                        | Città                      | Stagione 1990-1991                                          |
| --------------------------- | -------------------------- | ----------------------------------------------------------- |
| U.S. Felice Scandone        | Montella (AV)              | 11° in Promozione Campania-Molise/C                         |
| Gelbison                    | Vallo della Lucania (SA)   | 3° in Promozione Campania-Molise/C                          |
| U.S. Gregoriana             | San Gregorio Magno (SA)    | 8° in Promozione Campania-Molise/C                          |
| Intrepida Cavese            | Cava de' Tirreni (SA)      | 7° in Promozione Campania-Molise/C (come Intrepida Lanzara) |
| Libertas Alfaterna          | Nocera Inferiore (SA)      | 5° in Promozione Campania-Molise/C                          |
| A.C. Maiori                 | Maiori (SA)                | 4° in Promozione Campania-Molise/C                          |
| Nocerina                    | Nocera Inferiore (SA)      | 13º nel Campionato Interregionale/L                         |
| Paganese                    | Pagani (SA)                | 4° in Promozione Campania-Molise/B                          |
| Palmese                     | Palma Campania (NA)        | 10° in Promozione Campania-Molise/B                         |
| Pol. Pontecagnano Faiano    | Pontecagnano Faiano (SA)   | 2° in Promozione Campania-Molise/C                          |
| U.S. Poseidon               | Paestum (SA)               | 10° in Promozione Campania-Molise/C                         |
| Pol. Rinascita Quindicese   | Quindici (AV)              | 5° in Promozione Campania-Molise/B                          |
| A.C. Sangennarese           | San Gennaro Vesuviano (NA) | 11° in Promozione Campania-Molise/B                         |
| Pol. Sapri Golfo Policastro | Sapri (SA)                 | 6° in Promozione Campania-Molise/C                          |
| U.S. Angri                  | Angri (SA)                 | 9° in Promozione Campania-Molise/C                          |
| A.C. Nuovo Terzigno         | Terzigno (NA)              | 3° in Promozione Campania-Molise/B                          |

### Classifica finale
|          | Pos. | Squadra                | Pt | G  | V  | N  | P  | GF | GS | DR  |
| -------- | ---- | ---------------------- | -- | -- | -- | -- | -- | -- | -- | --- |
| Promossa | 1.   | Paganese               | 47 | 30 | 20 | 7  | 3  | 52 | 11 | +41 |
|          | 2.   | Intrepida Cavese       | 40 | 30 | 15 | 10 | 5  | 45 | 21 | +24 |
|          | 3.   | Gelbison               | 38 | 30 | 15 | 8  | 7  | 39 | 21 | +18 |
|          | 4.   | Sarnese Angri          | 36 | 30 | 12 | 12 | 6  | 39 | 23 | +16 |
|          | 5.   | Libertas Alfaterna     | 34 | 30 | 12 | 10 | 8  | 45 | 28 | +17 |
|          | 6.   | Pontecagnano Faiano    | 34 | 30 | 12 | 10 | 8  | 46 | 33 | +13 |
|          | 7.   | Maiori                 | 31 | 30 | 10 | 11 | 9  | 25 | 26 | -1  |
|          | 8.   | Poseidon               | 31 | 30 | 11 | 9  | 10 | 28 | 29 | -1  |
|          | 9.   | Felice Scandone        | 31 | 30 | 9  | 13 | 8  | 33 | 25 | +8  |
|          | 10.  | Nocerina               | 29 | 30 | 9  | 11 | 10 | 26 | 30 | -4  |
|          | 11.  | Palmese                | 28 | 30 | 8  | 12 | 10 | 30 | 28 | +2  |
|          | 12.  | Sapri Golfo Policastro | 28 | 30 | 7  | 14 | 9  | 20 | 24 | -4  |
|          | 13.  | Terzigno               | 26 | 30 | 9  | 8  | 13 | 27 | 32 | -5  |
|          | 14.  | Gregoriana             | 23 | 30 | 6  | 11 | 13 | 21 | 48 | -27 |
|          | 15.  | Sangennarese           | 16 | 30 | 4  | 8  | 18 | 20 | 41 | -21 |
|          | 16.  | Rinascita Quindicese   | 6  | 30 | 1  | 6  | 23 | 20 | 96 | -76 |

Legenda:

      Promossa nel Campionato Nazionale Dilettanti 1992-1993.

      Retrocesse in Promozione 1992-1993.

Note:

Due punti a vittoria, uno a pareggio, zero a sconfitta.
- Quindicese penalizzata di 2 punti.

### Verdetti finali
- Paganese promossa nel Campionato Nazionale Dilettanti.
- Gregoriana, Sangennarese e Quindicese retrocesse in Promozione.